# Плавання на літніх Олімпійських іграх 1952
Змагання з плавання на літніх Олімпійських іграх 1952 в Гельсінках тривали з 26 липня до 2 серпня 1952 року на Гельсінкському плавальному стадіоні. Розіграно 11 комплектів нагород: 6 серед чоловіків і 5 серед жінок. Змагалися 319 спортсменів з 48-ми країн.

## Таблиця медалей
| Місце               | Країна                | Золото | Срібло | Бронза | Загалом |
| ------------------- | --------------------- | ------ | ------ | ------ | ------- |
| 1                   | США (USA)             | 4      | 2      | 3      | 9       |
| 2                   | Угорщина (HUN)        | 4      | 2      | 1      | 7       |
| 3                   | Франція (FRA)         | 1      | 1      | 1      | 3       |
| 4                   | Австралія (AUS)       | 1      | 0      | 0      | 1       |
| 4                   | ПАР (RSA)             | 1      | 0      | 0      | 1       |
| 6                   | Нідерланди (NED)      | 0      | 3      | 0      | 3       |
| 6                   | Японія (JPN)          | 0      | 3      | 0      | 3       |
| 8                   | Швеція (SWE)          | 0      | 0      | 2      | 2       |
| 9                   | Бразилія (BRA)        | 0      | 0      | 1      | 1       |
| 9                   | Велика Британія (GBR) | 0      | 0      | 1      | 1       |
| 9                   | Нова Зеландія (NZL)   | 0      | 0      | 1      | 1       |
| 9                   | Німеччина (GER)       | 0      | 0      | 1      | 1       |
| Загалом (12 збірні) | Загалом (12 збірні)   | 11     | 11     | 11     | 33      |

## Медальний залік

### Чоловіки
| Дисципліни                      | Золото                                                  | Золото       | Срібло                                                                    | Срібло  | Бронза                                                              | Бронза  |
| ------------------------------- | ------------------------------------------------------- | ------------ | ------------------------------------------------------------------------- | ------- | ------------------------------------------------------------------- | ------- |
| 100 м вільним стилем            | Кларк Скоулз · США                                      | 57.4         | Хіросі Судзукі · Японія                                                   | 57.4    | Єран Ларссон · Швеція                                               | 58.2    |
| 400 м вільним стилем            | Жан Буато · Франція                                     | 4:30.7 (OR)  | Форд Конно · США                                                          | 4:31.3  | Пер-Улоф Естранд · Швеція                                           | 4:35.2  |
| 1500 м вільним стилем           | Форд Конно · США                                        | 18:30.3 (OR) | Сіро Хасідзуме · Японія                                                   | 18:41.4 | Тецуо Окамото · Бразилія                                            | 18:51.3 |
| 100 м на спині                  | Йоши Оякава · США                                       | 1:05.4 (OR)  | Жильбер Бозон · Франція                                                   | 1:06.2  | Джек Тейлор · США                                                   | 1:06.4  |
| 200 м брасом                    | Джон Девіс · Австралія                                  | 2:34.4 (OR)  | Бовен Стассфорт · США                                                     | 2:34.7  | Герберт Кляйн · Німеччина                                           | 2:35.9  |
| Естафета 4×200 м вільним стилем | США (USA) Вейн Мур Білл Вулсі Форд Конно Джиммі Маклейн | 8:31.1 (OR)  | Японія (JPN) Хіросі Судзукі Йосіхіро Хамаґуті Тору Ґото Тейдзіро Танікава | 8:33.5  | Франція (FRA) Жозеф Бернардо Альдо Емінент Александр Жані Жан Буато | 8:45.9  |

### Жінки
| Дисципліни                      | Золото                                                       | Золото      | Срібло                                                                                         | Срібло | Бронза                                                            | Бронза |
| ------------------------------- | ------------------------------------------------------------ | ----------- | ---------------------------------------------------------------------------------------------- | ------ | ----------------------------------------------------------------- | ------ |
| 100 м вільним стилем            | Каталін Секе · Угорщина                                      | 1:06.8      | Ганні Термелен · Нідерланди                                                                    | 1:06.5 | Юдіт Темеш · Угорщина                                             | 1:07.6 |
| 400 м вільним стилем            | Валерія Дьєнге · Угорщина                                    | 5:12.1 (OR) | Ева Новак · Угорщина                                                                           | 5:13.7 | Івлін Кавамото · США                                              | 5:14.6 |
| 100 м на спині                  | Джоан Гаррісон · Південно-Африканська Республіка             | 1:14.3      | Гертьє Вілема · Нідерланди                                                                     | 1:14.5 | Джин Стюарт · Нова Зеландія                                       | 1:15.8 |
| 200 м брасом                    | Ева Секей · Угорщина                                         | 2:51.7 (OR) | Ева Новак · Угорщина                                                                           | 2:54.4 | Гелен Ґордон · Велика Британія                                    | 2:57.6 |
| Естафета 4×100 м вільним стилем | Угорщина (HUN) Ілона Новак Юдіт Темеш Ева Новак Каталін Секе | 4:24.4 (WR) | Нідерланди (NED) Марі-Луїзе Лінссен-Вассен Косьє ван Ворн Ганні Термелен Ірма Гейтінґ-Схумахер | 4:29.0 | США (USA) Джекі Лавін Мерілі Степан Джоді Олдерсон Івлін Кавамото | 4:30.1 |

## Країни-учасниці
Змагалися 319 плавців і плавчинь із 48-ми країн.
- Аргентина  (7)
- Австралія  (10)
- Австрія  (3)
- Бельгія  (10)
- Бермуди  (2)
- Бразилія  (12)
- Канада  (9)
- Цейлон  (1)
- Чилі  (1)
- Китай  (1)
- Куба  (2)
- Чехословаччина  (4)
- Данія  (9)
- Єгипет  (3)
- Фінляндія  (13)
- Франція  (16)
- Німеччина  (9)
- Велика Британія  (21)
- Гватемала  (1)
- Гонконг  (4)
- Угорщина  (15)
- Індія  (5)
- Індонезія  (1)
- Ізраїль  (1)
- Італія  (10)
- Японія  (22)
- Люксембург  (1)
- Мексика  (8)
- Нідерланди  (13)
- Нова Зеландія  (2)
- Норвегія  (3)
- Пакистан  (2)
- Філіппіни  (1)
- Польща  (7)
- Португалія  (4)
- Румунія  (1)
- Саар  (1)
- Сінгапур  (1)
- ПАР  (6)
- СРСР  (18)
- Іспанія  (3)
- Швеція  (12)
- Швейцарія  (8)
- США  (30)
- Уругвай  (1)
- Венесуела  (1)
- В'єтнам  (1)
- Югославія  (3)